# Festuca ventanicola
Festuca ventanicola är en gräsart som beskrevs av Carlos Luis Spegazzini. Festuca ventanicola ingår i släktet svinglar, och familjen gräs. Inga underarter finns listade i Catalogue of Life.